# Stockholm Norra (musikalbum)
Stockholm Norra är den svenska musikgruppen Stockholm Norras första och enda studioalbum, utgivet på skivbolaget MNW 1978.
På skivan medverkade tre före detta Blå Tåget-medlemmar (Tore Berger, Leif Nylén, Torkel Rasmusson) samt Ola Backström och Sigge Krantz. 2004 återutgavs den med bonuslåten "Den nyaste regeringen", vilken ursprungligen var B-sida till singeln Vad önskar du dig för nånting i julklapp? (1978).

## Låtlista

### LP 1978
A
1. "Hundarna strövar på fältet" – 3:51
2. "Salong cool" – 5:12
3. "Den nya filosofin" – 3:04
4. "Allra närmast" – 5:53
5. "Tidens gång" – 4:10

B
1. "Här i stan" – 2:21
2. "Friedman" – 4:01
3. "Vad önskar du dig för nånting i julklapp?" – 3:50
4. "Brytningen" – 2:50
5. "Med blodad tand" – 10:33

### CD 2004
1. "Hundarna strövar på fältet" – 3:51
2. "Salong cool" – 5:12
3. "Den nya filosofin" – 3:04
4. "Allra närmast" – 5:53
5. "Tidens gång" – 4:10
6. "Här i stan" – 2:21
7. "Friedman" – 4:01
8. "Vad önskar du dig för nånting i julklapp?" – 3:50
9. "Brytningen" – 2:50
10. "Med blodad tand" – 10:33
11. "Den nyaste regeringen" – 4:04

## Medverkande
- Ola Backström – gitarr, klaviatur
- Tore Berger – sång, klarinett
- Sigge Krantz – bas, gitarr
- Leif Nylén – trummor
- Torkel Rasmusson – sång, saxofon, kompgitarr

### Fotnoter
1. 1 2  ”Stockholm Norra”. Progg.se. Arkiverad från originalet den 18 augusti 2010. https://web.archive.org/web/20100818211609/http://www.progg.se/band.asp?ID=180&skiva=209. Läst 11 januari 2013.
2. ↑  ”Vad önskar du dig för nånting i julklapp?”. Discogs.com. http://www.discogs.com/Stockholm-Norra-Vad-%C3%96nskar-Du-Dig-F%C3%B6r-N%C3%A5nting-I-Julklapp-/release/4048282. Läst 11 januari 2013.